# Haleem
Haleem (tiếng Ả Rập: حلیم, tiếng Urdu: حلیم, tiếng Thổ Nhĩ Kỳ: Halim aşı, tiếng Ba Tư: حَلیم, tiếng Bengal: হালিম, tiếng Hindi: हलीम) là một món hầm phổ biến ở Trung Đông, Trung Á, Pakistan và Ấn Độ. Mặc dù món ăn này thay đổi từ vùng này sang vùng khác, luôn luôn gồm có lúa mì, lúa mạch, đậu lăng và thịt. Biến thể phổ biến bao gồm keşkek ở Thổ Nhĩ Kỳ, Iran, Azerbaijan và miền bắc Iraq; harissa trong thế giới Ả Rập và Armenia; khichda ở Pakistan và Ấn Độ; và Hyderabadi haleem tại Telangana, Ấn Độ.